# 二風谷アイヌ匠の道
二風谷アイヌ匠の道（にぶたにアイヌたくみのみち）は、北海道沙流郡平取町にあるアイヌ文化を継承した伝統工芸を創る職人（アーティスト）の集まる地区。10数名のアーティストが100年以上も続く伝統工芸技術を引き継ぎ、今もなお新たな文化を作り出している。

## 関連人物

### ゆかりの人物
- 萱野茂 - 二風谷出身のアイヌ文化研究家で、民具や民話の収集にも尽力。二風谷アイヌ文化資料館の創設者で館長も務めた。
- ニール・ゴードン・マンロー - 1863年生まれのスコットランド人医師で、1930年から1942年まで、二風谷にて医院を開業し邸宅を構えていた。

### アーティスト
洲崎春男・貝澤徹・貝澤幸司・高野繁廣・貝澤雪子・貝澤守・尾崎剛・藤谷るみ子・関根真紀・貝澤禮子・平村アキ子